# Mort d'Habib Ould Mohamed
La mort d'Habib Ould Mohamed est une affaire judiciaire française survenue après que Habib Ould Mohamed, dit « Pipo », a été tué d'une balle à bout portant par le policier Henri Bois le 13 décembre 1998 à Toulouse. Il est victime d'une bavure policière pour les uns, d'un dramatique accident pour les autres.
La mort est à l'origine d'une dizaine de jours d'émeutes, jusqu'au 22 décembre. Le policier Henri Bois, auteur de l'acte, est condamnée en 2001 à trois ans de sursis et 700 000 francs de dommages et intérêts pour homicide involontaire.

## Biographie d'Habib Ould Mohamed
Dernier d'une famille d'origine algérienne de sept enfants, Habib Ould Mohamed naît en 1981. Élève en BEP de comptabilité, il habite dans la cité dite « sensible » de La Reynerie, un quartier de 40 000 habitants de Toulouse.

## Faits
Habib Ould Mohamed est tué par un policier lors d'une interpellation alors qu'il tente de voler une voiture, dans la nuit du 12 au 13 décembre 1998, vers 3 h 30 du matin, boulevard Déodat-de-Séverac,. Atteint d'une balle à bout portant, il parvient à faire quelques dizaines de mètres : une passante retrouve son corps, mort, vers 5h00 du matin. Pipo, faute de secours, a succombé à une hémorragie interne et à des lésions pulmonaires. 
Les policiers n'appellent pas les secours et rentrent au poste. Au commissariat, ils évoquent simplement un vol mais, faute grave, ils ne disent pas à leurs supérieurs qu'ils ont ouvert le feu.

## Conséquences sociales
Ce drame est à l'origine d'émeutes d'une rare violence qui durent du 13 au 22 décembre 1998. Plus d'une centaine de voitures sont incendiées et les locaux de la Caisse d'allocations familiales et du commissariat de quartier sont dévastés par les flammes. Le 15 décembre, rassemblant plusieurs milliers de personnes (2 500 selon la police), une manifestation a lieu à Toulouse, en hommage à Pipo.
Dans ce contexte, le 18 décembre 1998, un jeune homme de 18 ans tire à la carabine sur des policiers, en blessant un à l'épaule. Il est condamné à 12 ans d'emprisonnement, notamment du fait qu'ayant de bonnes notations au service militaire la cour estime qu'il n'a pas pu toucher les policiers « par erreur » comme il le prétend, et parce qu'elle relève qu'il n'exprime pas de regret pour les policiers victimes, peine confirmée en appel,.

## Suites judiciaires
Le brigadier de police de 41 ans à l'origine de la bavure, Henri Bois, est laissé en liberté mais mis en examen pour homicide involontaire. Il est jugé en 2001 à trois ans de prison avec sursis. Deux mois plus tard, le tribunal accorde plus de 700 000 F (106 000 €) de dommages et intérêts à la famille d'Habib Ould Mohamed,.

### Filmographie
- Le Bruit, l'Odeur et Quelques Étoiles, documentaire franco-belge d'Éric Pittard, 2002, 106 minutes